# Принцесса-рыцарь
Принцесса-рыцарь (яп. リボンの騎士 рибон но киси, букв. «Рыцарь ленточки») — манга Осаму Тэдзуки, публиковавшаяся в различных журналах для девушек с в 1950-х и 1960-х годах. В произведении объединены элементы драмы, приключений, трагедии, юмора и романтики. По мотивам этой истории был снят одноимённый аниме-сериал — один из первых цветных мультфильмов Японии. Он также транслировался в Европе и Бразилии. Манга в 2001 году была лицензирована для выпуска в США издательством Kodansha International (весь тираж распродан), а позднее Viz Media. В России лицензирована компанией «Фабрика комиксов».
Новая версия «Принцессы-рыцаря» была создана Нацуко Такахаси и Пинк Хинамори: первая глав Sapphire: Ribon No Kishi появилась в журнале Nakayoshi за май 2008 года.

## Сюжет
Действие происходит в сказочном средневековом мире. Принцесса Сапфир вынуждена притворяться юношей-принцем, чтобы унаследовать трон. Обман длится с рождения Сапфир: король объявил о рождении наследника (мальчика), чтобы не передавать трон злому графу Дюралюмину.